# Bystry Potok (dopływ Smreczanki)
Bystry Potok (słow. Bystrý potok) – lewy dopływ Smreczanki w słowackich Tatrach Zachodnich. Ma źródła na wysokości około 1800 m na południowo-zachodnich stokach Barańca. Spływa Doliną Bystrego Potoku (lewe odgałęzienie Doliny Żarskiej) i przy dawnej, już zarośniętej lasem Polanie Porubskiej uchodzi do Smreczanki na wysokości około 1060 m, w miejscu o współrzędnych 49°09′31,5″N 19°42′54,5″E/49,158750 19,715139. Orograficznie prawe zbocza doliny Bystrego Potoku tworzy zachodnia grań Barańca oraz jej południowo-zachodni grzbiet Bystre, w dolnej części mający nazwę Łokieć. Zbocza lewe tworzy południowa grań Barańca i odchodząca od niej południowo-zachodnia grzęda. 